# Cavall Boig
Tasunka witko (en sioux, pronunciat taixunka uitko, literalment ‘el seu Cavall és boig’) o Cavall Boig (en català) o Crazy Horse (en anglès) (Dakota del Sud, c. 4 de desembre de 1840 (la data exacta no és segura) - Fort Robinson, 5 de setembre de 1877) fou un cap dels sioux oglala, una tribu d'amerindis notable pel valor dels seus guerrers a les batalles. Reconegut pel seu propi poble com un dirigent visionari compromès amb la preservació de les tradicions i els valors sioux, va induir el seu poble a una guerra contra els blancs per recuperar les seves terres. El seu nom, Cavall Boig, li va ser donat per somiar amb un cavall salvatge.
Quan els colons i l'exèrcit dels Estats Units es van llançar a la invasió del territori indi a les planes centrals, Cavall Boig, juntament amb Bou Assegut, van formar una aliança amb altres pobles indis per combatre els blancs. Dotat de gran capacitat tàctica i destresa en el combat, va infligir una dura derrota als soldats nord-americans en l'anomenada matança de Fetterman (1866). La pressió dels colons (cercadors d'or, caçadors de búfals, etc.) i els constants enfrontaments que provocaven amb els indis, van induir el Govern dels Estats Units a signar un tractat de pau (Tractat del fort Laramie el 1868), pel qual assignava a lakotas i xeiennes terrenys propis sota la seva jurisdicció autònoma. No obstant això, Cavall Boig no va acceptar l'acord, marxant amb el seu poble fora de la gran reserva sioux fixada pel Govern.

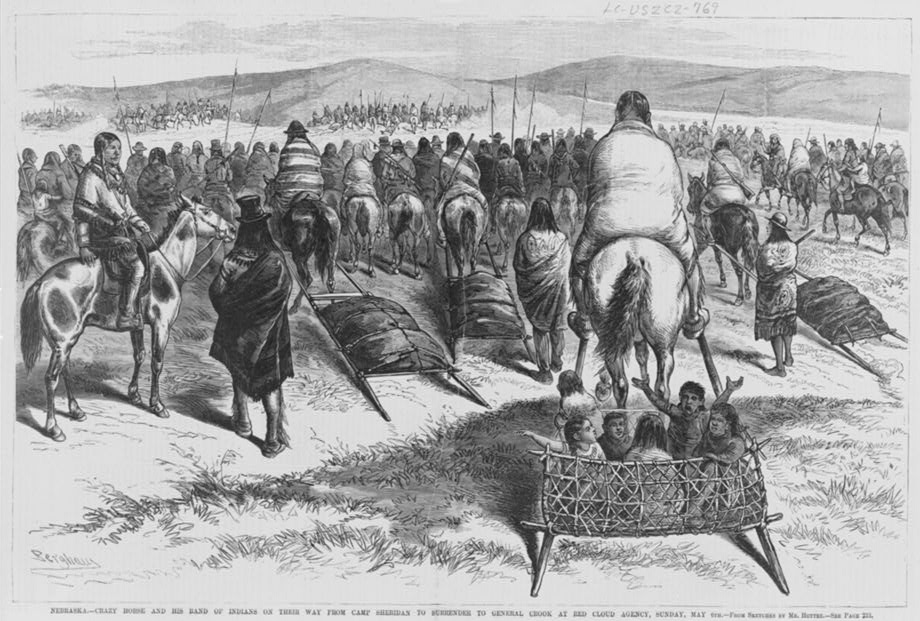
Cavall Boig i la seva tropa camí al Camp Sheridan per rendir-se davant el general Crook a Red Cloud Agency, 6 maig 1877

Per a sotmetre a aquest i altres pobles situats fora dels límits, el Govern va emprendre una àmplia campanya militar el 1876, en què es van produir les victòries índies de Rosebud River i Little Big Horn (1876), on moriria el famós general Custer. La pressió de l'exèrcit nord-americà va obligar a Cavall Boig a rendir-se i fou confinat a Fort Robinson. A les poques setmanes, el 5 de setembre de 1877, va morir assassinat a baionetades.